# 死吻
《死吻》（英語：Kiss Me Deadly）是1955年罗伯特·奥尔德里奇执导并制片、拉尔夫·米克主演的一部黑色电影。剧本由A. I. Bezzerides撰写，由米基‧斯皮莱恩迈克·汉默系列神秘小说中的一部《死吻》改编。
《死吻》被认为是黑色电影的经典之作，斯皮尔伯格的《夺宝奇兵》（1981）、昆汀·塔伦蒂诺的《低俗小说》（1994）、大卫·林奇的《妖夜荒踪》（1997）都提到了这部电影。
该片在美国票房总额$726,000，海外票房$226,000。

## 情节
在一个漆黑的夜里，洛杉矶私家侦探迈克·汉默驾车回家，遇到一个叫克里斯蒂娜的女孩站在路中拦住他。女孩上了车，告诉他她被警方指控为疯子强制关进精神病院，她是从那里逃出来的。他们车子出了问题，路过一个加油站時，女孩抽空寄出一封信。在车里女孩说：如果到不了前面的车站，就“记住我”。
他们的车迅速被一辆黑色的车阻挡，冲出了公路。迈克晕了过去，昏迷中他隐约听到女孩被折磨致死。杀手们将他们塞进车里，把车推下悬崖，然而迈克大难不死。从医院康复后，他被带至州际犯罪委员会问话。至此他决定和助手兼情人维尔达一起追查真相。
追查过程中，迈克遇到了许多贿赂和威胁，许多知情人死去，包括他的好朋友修车工人尼奇。他还找到一个自称是克里斯蒂娜室友的奇怪女孩加布里埃尔。最后他从克里斯蒂娜验尸员那里夺取了一把神秘钥匙，找到了一个神秘小箱。箱子里居然锁着有毁灭性能量的物质。
维尔达被绑架，迈克找到警方，当警官说出曼哈顿计划、洛杉矶、三位一体三个词后，他交出了钥匙。警方绑架了迈克，给他注射精神药品逼他说出克里斯蒂娜信（之前在加油站的信是给迈克的，但被警方私自扣留，后来迈克才发现）中“记住我”的含义，“记住我”是克里斯蒂娜最喜欢的诗人克里斯蒂娜·罗塞蒂的一句诗。迈克设计脱身，最后找到了维尔达被关的小楼，这时加布里埃尔露出了真面目，她同人搞到了那个箱子，因想一人独吞而杀死同伙。她要迈克给她一个死亡之吻，在迈克走进她时开枪击中了迈克，打开了那个箱子。

### 两种结局
影片的一种结局是迈克忍着枪伤救出了维尔达逃出小楼，另一种结局剪掉了2分钟他们逃到海边的镜头，暗示迈克和维尔达葬身于火海。

## 评价
评论界普遍认为本片是关于偏执狂和冷战时期核子恐惧的隐喻。
虽然Bezzerides是上了好莱坞黑名单的左派人士，但他拒绝在剧本中进行说教，而试图将每个人物、每个情节写得有趣。
电影评论家Nick Schager写道“侦探对那个女孩之死的后来的调查一方面是对现代社会身体、道德、精神上全面堕落的悲凉控诉，同时也是一个逆转——最终导致核爆毁灭、并使他回归原始的大海；导演的玩世不恭将这一类型的传奇宿命论导入一种血腥的恐怖。奥尔德里奇的这部残酷的宿命式电影不会被遗忘。”
专门汇集评论的烂番茄网上，全部关于该片的评论都是肯定的。